# Buffalo Bill Ranch
El Parque Histórico Estatal Buffalo Bill Ranch, conocido como Scout's Rest Ranch, es un parque estatal de historia viva ubicado al oeste de North Platte, Nebraska. El rancho se estableció en 1878 con una compra inicial de 64 hectáreas (ha) al sur de las vías de Union Pacific por William (Buffalo Bill) Cody. El rancho de 1618 ha se vendió en 1911 y ha estado bajo la administración de la Comisión de Parques y Caza de Nebraska desde 1964. El histórico parque estatal de 10 ha, agregado al Registro Nacional de Lugares Históricos en 1978 y designado Monumento Histórico Nacional en 2021, está abierto los días de semana de abril a octubre. La casa y las dependencias se pueden recorrer, incluido un museo que documenta la vida de Cody desde un correo del Pony Express hasta sus espectáculos del Lejano Oeste.

## Fundación del Rancho Cody-North
En 1877, Cody se puso en contacto con el mayor Frank North, el líder de los Pawnee Scouts, que vivía en Sidney, Nebraska. Cody fundó la Asociación Cody-North con los hermanos North para formar un negocio de ganado. North encontró tierras a lo largo del río Dismal, 65 millas al norte de North Platte, en las que el ganado podía pastar y se podía construir un rancho. Cody continuó recorriendo su espectáculo "Buffalo Bill's Wild West" mientras North compraba ganado en el extremo norte del sendero de ganado de Texas, cerca de Ogallala, Nebraska. North contrató a vaqueros para ayudar a operar el rancho mientras Cody estaba de gira.
El rancho creció en tamaño hasta abarcar 2832 ha. Se sembraron 1011 hectáreas (ha) de alfalfa y otras tantas de maíz. The Omaha Bee informó sobre las operaciones de cría de Cody en varias ocasiones. The Bee describió el rancho como una de las granjas más mejoradas de Nebraska. En cooperación con Isaac Dillon, un ganadero vecino, Cody y Dillon construyeron una zanja de riego de 19,3 km, capaz de regar 2428 ha de cultivos. Esta propiedad era económicamente viable para Cody. Para la década de 1880, sin embargo, otros colonos habían comenzado a mudarse a esta área de Nebraska y habían tomado tierras de pastoreo. En 1882, la Operación Ganadera Cody-North terminó y fue comprada por John Bratt.

## Fundación de Cody Ranch ("Scout's Rest Ranch")
Durante el tiempo de ser dueño de Cody-North Ranch, en 1878, Cody comenzó a comprar terrenos alrededor de North Platte. La primera compra de terreno fue de 64,7 ha por 750 dólares, al sur de las vías de Union Pacific que atraviesan North Platte. Cody compró casi 1618 ha más adyacentes a North Platte. Una mansión de dieciocho habitaciones en la propiedad que era una pradera sin árboles. Cody tenía un terreno en Kansas que tenía muchos árboles altos establecidos y quería árboles en su nuevo rancho. Al Goodman, su cuñado, descubrió por qué los árboles no crecían en su nueva propiedad o en el área de North Platte. Goodman encontró problemas de absorción de agua y plantó muchos álamos y saúco alrededor de la propiedad, capaces de soportar las condiciones. El rancho ahora tenía muchos árboles en crecimiento. Esta información se compartió con la gente de North Platte para aumentar la población de árboles en el área.
Louisa (la esposa de Cody) y sus hijas se mudaron a North Platte en febrero de 1878. Vigilaron la propiedad, donde Cody quería retirarse. Cody mostró su nueva tierra y sacó a la luz a familiares, amigos y celebridades. Estos invitados, junto con su familia, pasaron tiempo con los vaqueros empleados en el rancho. El rancho creció con la ayuda de los Goodman, quienes mantenían el rancho y manejaban el ganado de alto grado y los purasangre. Para 1885, se plantaron 485 ha de maíz, 40 ha de alfalfa, 20 de escoba y un pequeño campo de avena. El rancho se operaba con 80 caballos y 30 hombres, llegando a 60 hombres en temporadas ocupadas. Cuando los árboles crecieron, la parte sur del rancho se convirtió en un parque arbolado con ciervos, varios búfalos jóvenes y un gran lago. Esta área de tierra se llamaría “Scout's Rest Ranch”. Cody hizo pintar las palabras “Scout's Rest Ranch” en el techo del gran granero, para que pudiera leerse desde las vías de Union Pacific a una milla de distancia. 
Este rancho fue revolucionario para la época. Cody importó mucho ganado de sangre y caballos de pura sangre en un momento en que eso no era común. La tierra se transformó de una pradera sin árboles a una zona boscosa. A pesar de los avances y los años rentables, los costos operativos eran altos y Cody vendió el rancho en 1911 por 100 000 dólares.

## Historia moderna
La casa original de dos pisos fue construida en 1886 para Al y Julia Goodman. Al y Julia Goodman son la hermana y el cuñado de Cody que administraban el rancho. Esta casa fue construida por Patrick Walsh, un nativo de North Platte, por 3900 dólares. En 1964, la casa fue comprada por la Comisión de Parques y Caza de Nebraska como parte del proceso para hacer de Scout's Rest Ranch un Parque Histórico Estatal, Buffalo Bill Ranch State Historical Park. Se organizó una Sociedad Histórica del Condado de Lincoln para ayudar a recaudar fondos para la compra de la casa de Buffalo Bill Cody. El grupo recaudó 37 500 dólares y la Comisión de Parques y Juegos de Nebraska para cubrir los otros 75 000 dólares requeridos para la compra. Se planeó gastar otros 90 000 dólares en restaurar los terrenos y edificios. Desde 1964, el Parque Histórico Estatal ha estado abierto al público.

### Información del parque
El Parque Histórico Estatal Buffalo Bill Ranch tiene 10 ha y contiene 4 estructuras originales. Las estructuras del parque incluyen la mansión de estilo del Segundo Imperio construida en 1886 para los Goodman, que figura en el Registro Nacional de Lugares Históricos en 1978. Otros edificios son la casa de las mazorcas, utilizada para almacenar las mazorcas de maíz que se encendían para las estufas de la casa, la casa de hielo que se construyó en 1886 junto con la casa principal, y el granero original, construido en 1887, utilizado para almacenar el ganado de pura sangre y tiene "Scout's Rest Ranch" pintado en el techo.

### Inundación de 2011
Durante las inundaciones en el río Platte en el verano de 2011, el sitio se cerró, las exhibiciones se trasladaron y se construyeron bermas alrededor de los edificios. La inundación se acercó al complejo, pero no fue tan grave como se esperaba.

## Galería

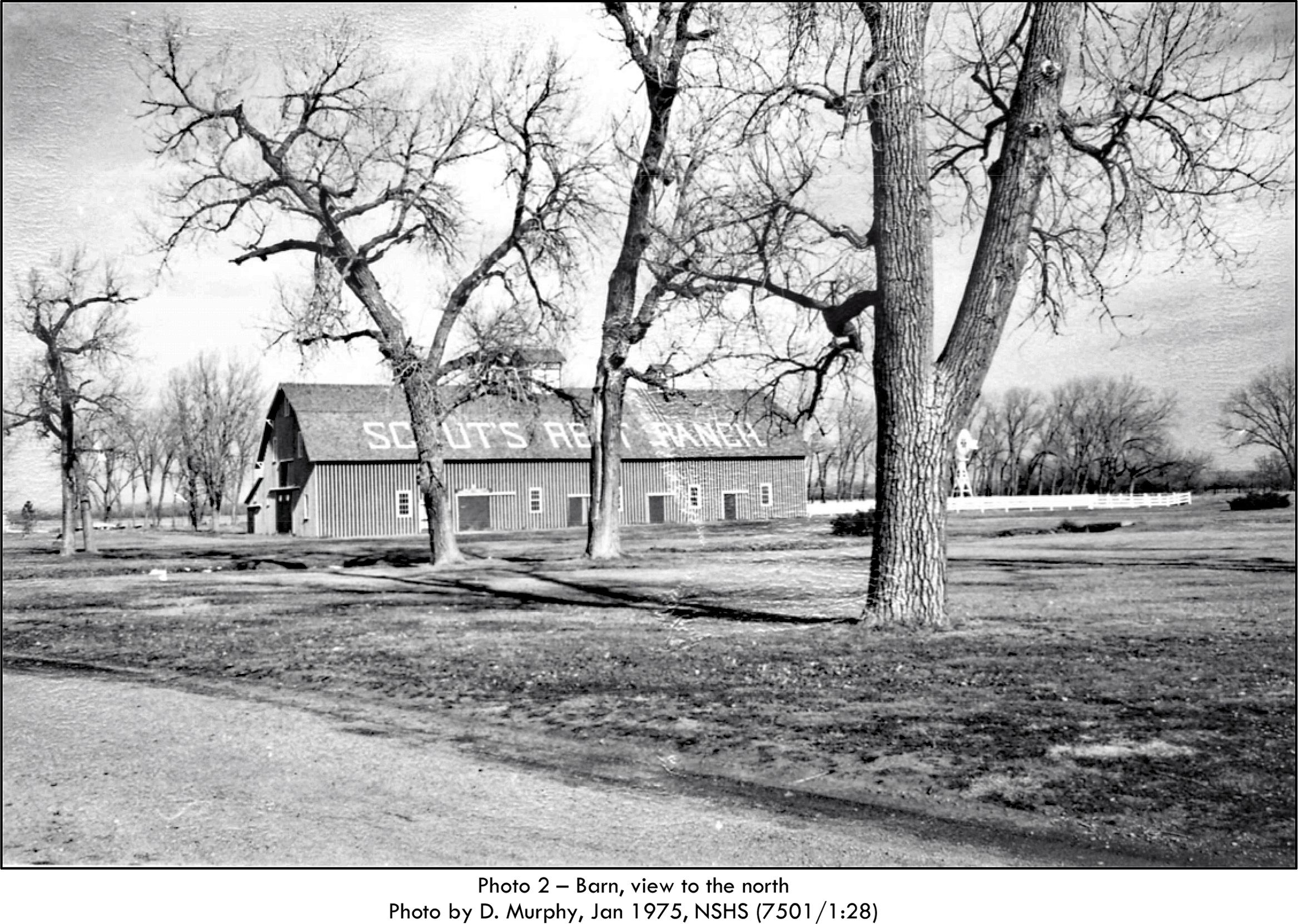
Granero, vista al norte
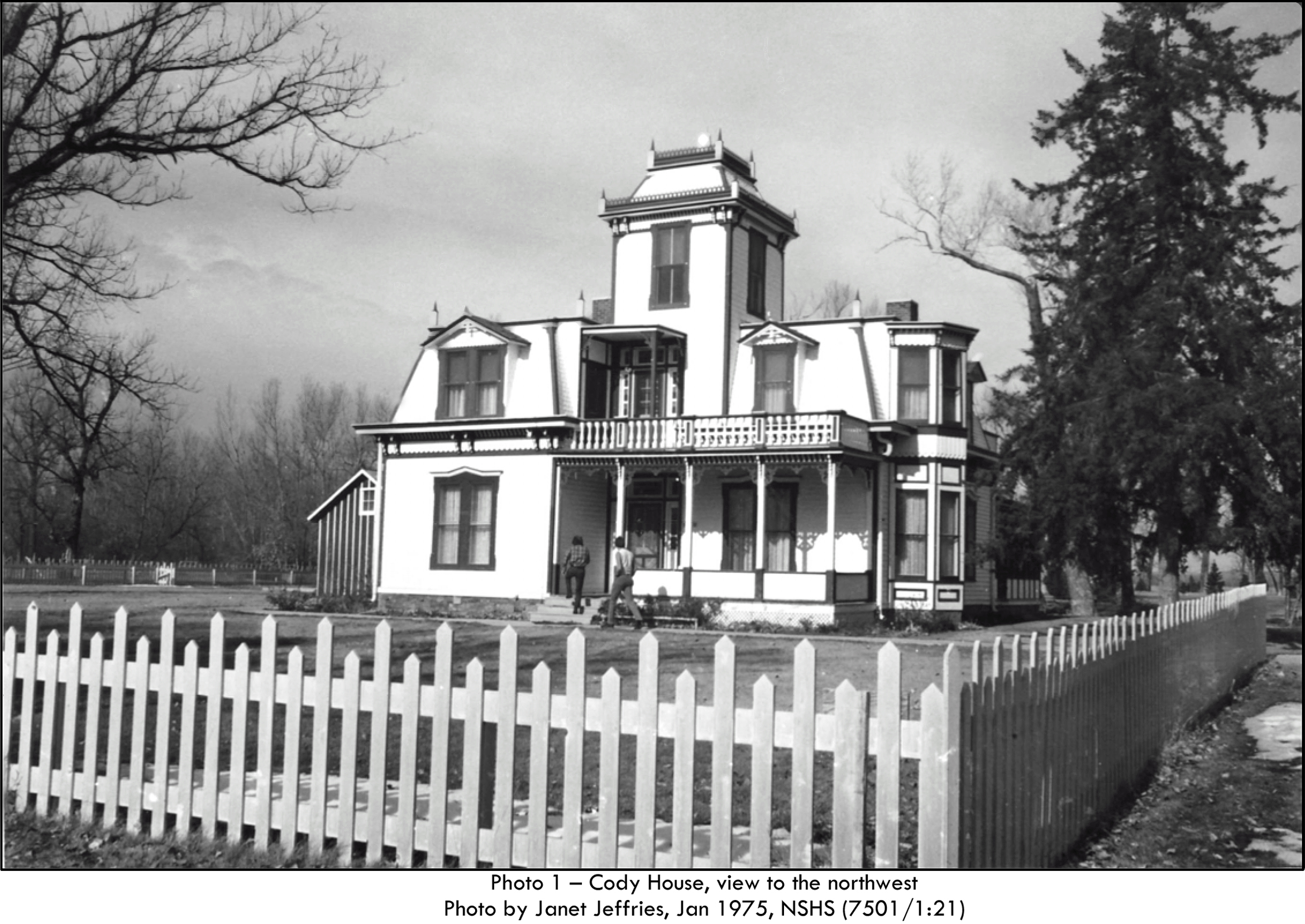
Casa Cody, vista al noroeste
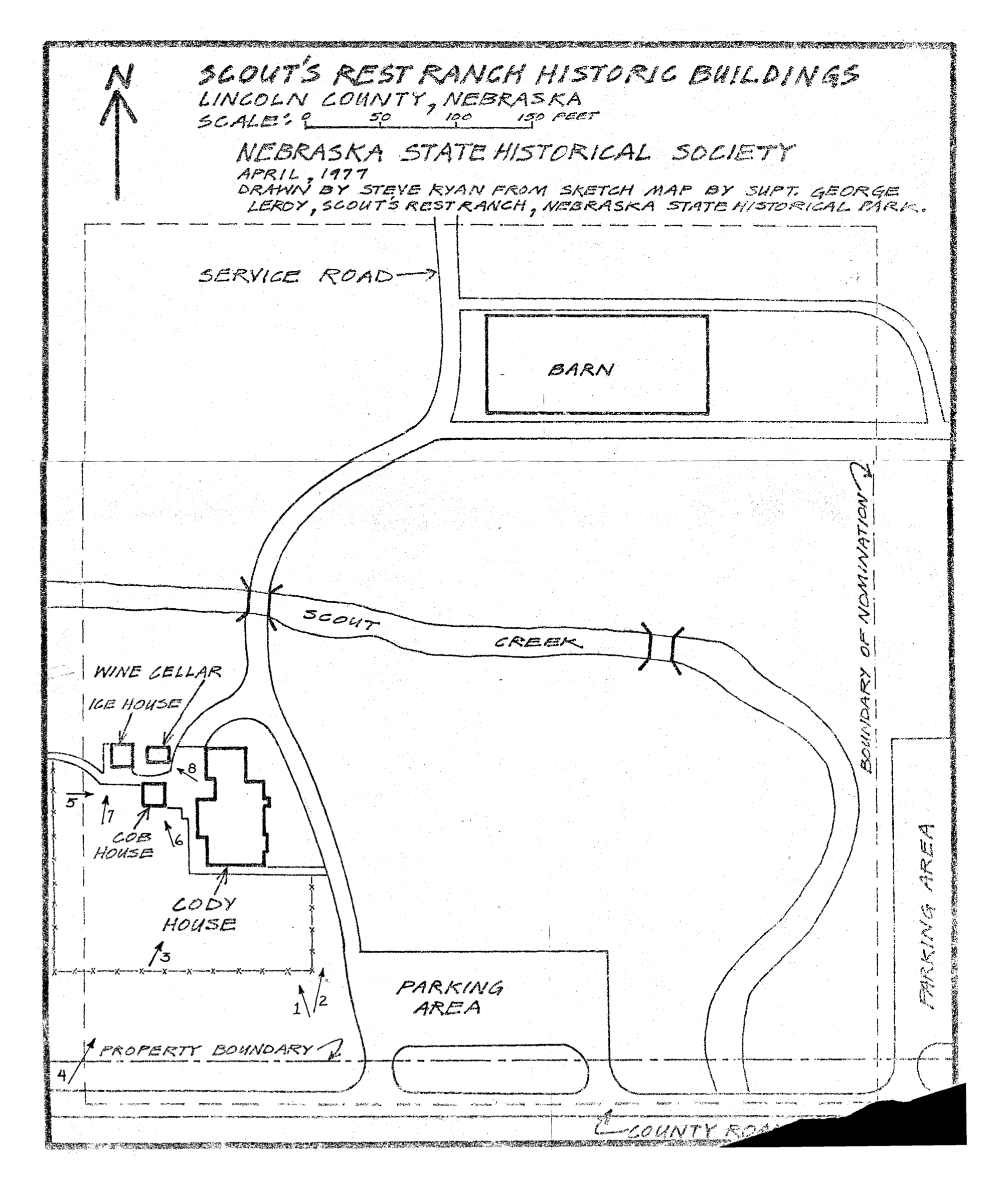
Mapa del Scout's Rest Ranch